# Ağrı (település)
Ağrı, előző nevein Karaköse vagy Karakilise  (örményül: Արարատի, kurdul: Agirî) Ağrı tartomány székhelye Törökországban, az azonos nevű körzet központja, az iráni határ közelében. A körzet népessége 2008-ban 131 104 fő, a városé pedig 91 817 fő volt.